# 法律援助
法律援助是為無法在法庭負擔法律代表者提供代表律師的制度，是為確保不論貧富皆可獲得法律之前人人平等之對待、获得律师进行辩护的权利以及獲得公平審訊的權利。

## 歷史
法律援助(法援)與福利國家關係密切，而國家提供的法援也會受人們對福利所持態度的影響。法援是國家向一群沒有其他辦法進入法律系統的人所提供的福利，也為一班合資格獲得福利(如社會房屋)的人提供法律意見及出庭機會，以確保福利政策得到執行。在歷史上，法援發揮了強大的角色，確保人們尊重經濟、社會及文化上的權利，而該等權利和社會安全、住屋、社會保障、健康及提供教育服務息息相關。法援可以利用公立或私營的方式，或訂立僱傭法例和反歧視法例等方法以提供。
法學家認為，法援是必須的，使個人可透過行使自己在經濟、社會及文化上的權利尋求公義。
這個看法在二十世紀後期，當資本主義經濟的民主體系在建立自由福利國家，並以個人為依歸的情況時大行其道。國家以一個市場為本的哲學，強調市民為消費者，國家則為承辦商或服務營辦商。這個想法強調個人可行使權利，以彰顯權利乃所有人應得。在二十世紀中期前，有關法援的文獻皆強調經濟、社會及文化上的權利乃由集體實踐。傳統的福利國家在一九四零年代建立，認為市民對實踐經濟、社會及文化上的權利有集體責任，國家則為那些因病患或失業而未能自我供給的人履行責任。集體透過訂立政策而非個人法律行動，實踐經濟、社會及文化上權利。社會訂立法律以支持提供福利，而這些法律可被看為是為規劃者(而非律師)所訂立。由於人們假定國家有責任幫助那些在法律紛爭其中的人，法援計劃也獲訂立，但最初計劃多聚焦於家庭法例及離婚案件上。
自五十至六十年代起，福利國家的角色轉變起來。社會的目標不再被認為是共同的目標，而個人可以追尋自己的目標。由於大家開始關福利提供者及專業人士所擁有的權力，福利國家以及法援的規模於焉擴大。這使得六十及七十年代出現了新的呼聲，希望個人有權利去合法地實踐經濟、社會及文化上權利，與及獲得每一個個人擁有的福利。社會出現很多制度讓個人合法地實踐經濟、社會及文化上權利，而主管福利的律師便會利用法援去指導低收入者如何應對國家官員。
在一九八零年代開始，傳統的福利國家不再被視為必然正面，越來越多私人組織開始提供福利。這使得法援由更多私人提供者提供，但仍然是聚焦在法庭案件上。市民逐漸被視為消費者，在不同服務中有能力自行選擇。如果沒有選擇提供，市民有透過行政上投訴的渠道表達不滿的權利。由於法援並不是為了讓受益者利用行政上投訴的渠道以獲賠償而設，所以矛盾逐漸而生。強調以個人，而非集體來實踐經濟、社會及文化上權利的國家，則減少法援作為福利國家的開支，這同樣構成矛盾。

## 法律援助運動
歷史上法援的根源，可追溯至十九世紀歐洲大陸各國的律師權及公平審訊權的運動。“窮人法例”為窮困的人免去法庭的費用，也為那些無能力聘請律師的人提供委任義務律師的服務，並以無償的形式提供。二十世紀初期，很多歐洲國家在法援上沒有正式的做法，窮人只能依靠律師的善舉。隨著時日，大部份國家開始訂立法例，讓義務律師能獲取一定的費用。
為應付需求，法援只限於在司法程序中律師的訟費，而該等司法程序必須有律師代表。實行歐陸法系和普通法系的國家，對在民事及刑事訴訟的律師權取向有相當分別：前者著重在民事案中法律的代列，後者著重刑事案中的法律代表。
面對十九世紀歐洲急速的工業化，商會及工人黨派冒起，挑戰政府的社會政策。政府因而訂立法例，保障工人在患病或意外時的法律權益，以避免他們進行工業行動。工會則開始為工人在自己的經濟、社會及文化上的權利提供法律意見。有見這一需求甚大，很多政府開始在二十世紀初提供法援，給予工人不受黨派左右的法律意見。
在二十世紀期間，法援運動漸趨由上而下主導，並由法律界成員推動，因他們認為自己有責任照顧低收入人士。律師認為他們所想的窮人、被邊緣化的人及被歧視的人擁有法律需要，故提供相應服務，這個現象亦主導了法援。故此，法援變得由供應主導，而非需求主導，令預計需求和實際需求的落差日漸增加。法律服務的行動，如鄰舍的調解及法律服務，常常因需求不足而關閉，但其他範圍仍然客戶繁多。

## 香港
在香港，法律援助由香港法律援助署提供。

## 臺灣
在台灣，有法律扶助基金會負責，也有訴訟救助的制度。

## 中国大陆
中华人民共和国政府设立法律援助机构，允许律所组织法律援助。